# Dongfeng Shuiku (reservoar i Kina, Shanxi)
Dongfeng Shuiku är en reservoar i Kina. Den ligger i provinsen Shanxi, i den norra delen av landet, omkring 270 kilometer söder om provinshuvudstaden Taiyuan. Trakten runt Dongfeng Shuiku består till största delen av jordbruksmark.
Genomsnittlig årsnederbörd är 735 millimeter. Den regnigaste månaden är juli, med i genomsnitt 234 mm nederbörd, och den torraste är december, med 3 mm nederbörd.